# Wallburg Birštonas

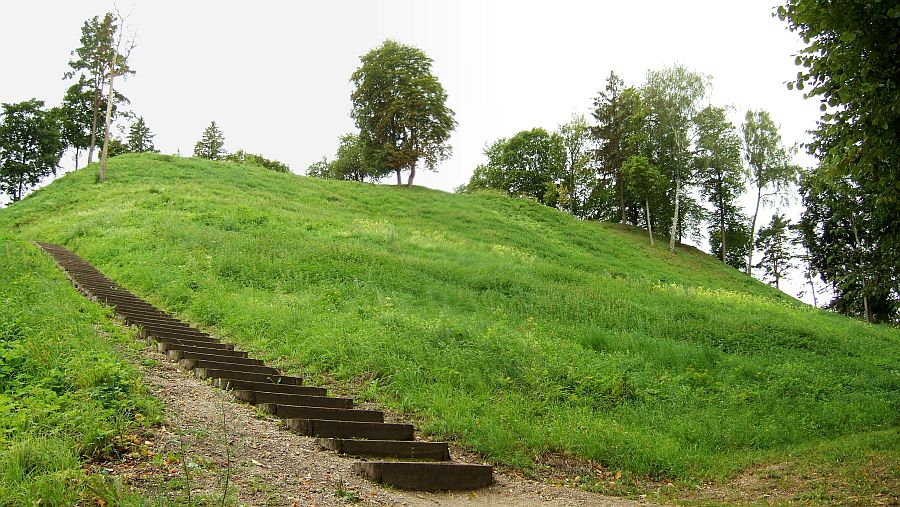
Die Wallburg Brištonas, 2008

Die Wallburg Birštonas oder Vytautas-Berg (lit. Birštono piliakalnis, Vytauto kalnas Nr. AR24) ist ein Burghügel (Wallburg) in der litauischen Gemeinde Birštonas, am rechten Ufer der Memel, 350 m südlich von der Kirche Birštonas.
Archäologische Untersuchungen wurden 1953 vom Lietuvos istorijos institutas durchgeführt. Die Funde werden im Lietuvos nacionalinis muziejus ausgestellt.
Legenden zufolge erholte sich hier oft Vytautas der Große. Im 14. Jahrhundert gab es eine hölzerne Burg.